# 計算科学

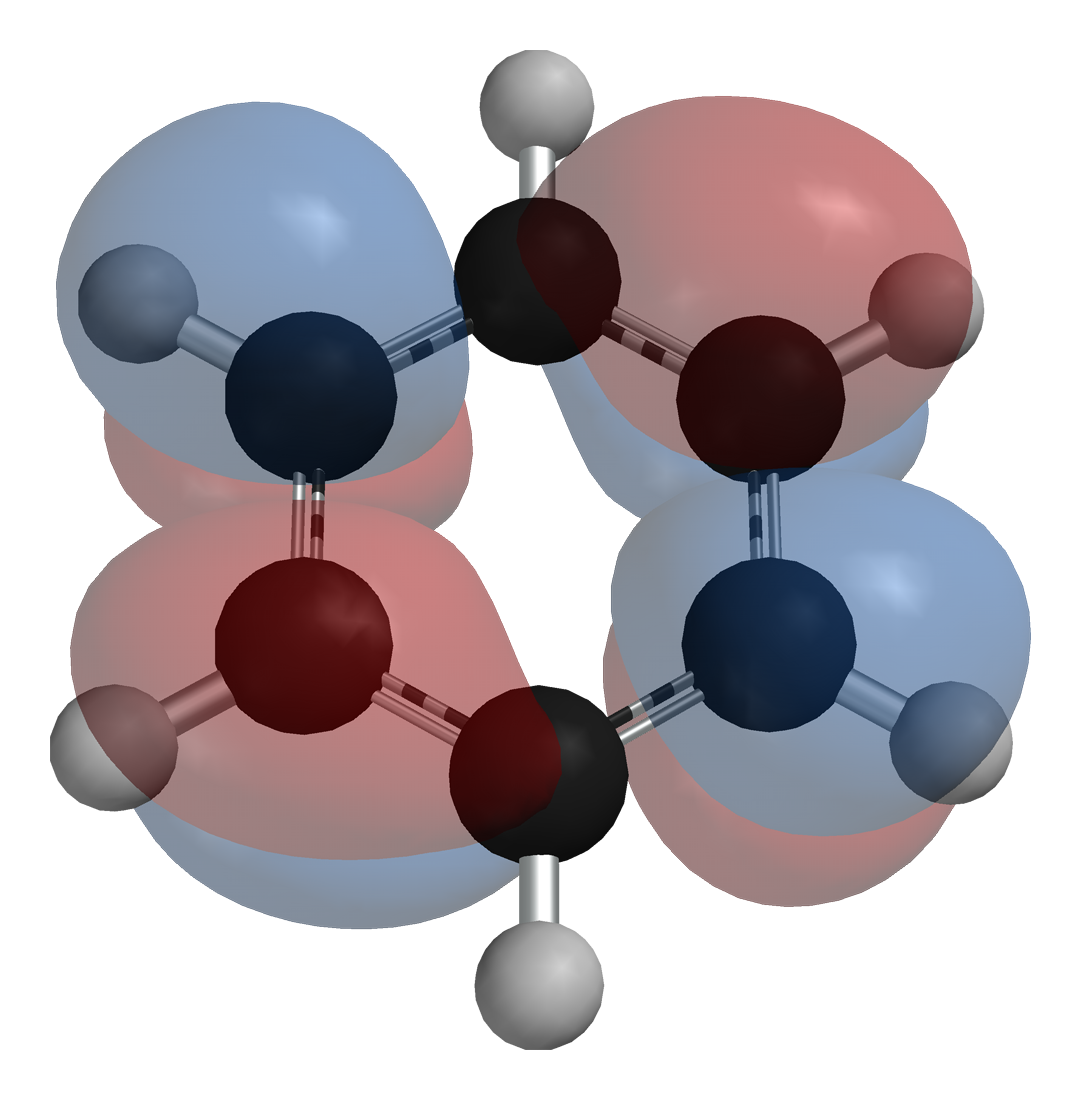
ベンゼンの最低空軌道

計算科学（けいさんかがく、英: computational science）は、数学的モデルとその定量的評価法を構築し、計算機を活用して科学技術上の問題を解決する学問分野である。具体的には、様々な問題の計算機によるシミュレーションやその他の計算手法の適用を指す。

## 概要
計算科学は、計算機科学（コンピュータ科学）の関連分野であり、一部とみなされることもあるが、大きな違いもある。一般に計算機科学は、応用とは独立にコンピュータの理論や実際を扱うこともあり、理論計算機科学などでは対象とするコンピュータ自体すら理論的存在のこともあり数学的などとも言えるであろう。またデータ処理など、数値計算のともなわない分野もある。一方で計算科学は、多くの場合、数学というよりは少なくとも数値解析のように実際の数を対象とし、多くは物理現象などといった現実の対象をモデル化したものである。
科学者や技術者は、対象領域をモデル化したプログラムやアプリケーションソフトウェアを開発し、それに様々なパラメータを与えて実行する。一般にそのようなモデルは大量の演算を必要とし、スーパーコンピュータや分散コンピューティング環境で実行されることが多い。「高性能計算」という分野名もある。
数値解析 (精度保証付き数値計算、数値線形代数、常微分方程式の数値解法、偏微分方程式の数値解法、数値積分など) は計算科学の重要な手法のひとつである。数値シミュレーションは、以下のように対象とする問題の性質によって目的が異なる。
- 既知の事象を再構築して理解する（例えば、地震、津波などの自然災害）。
- 既知のシナリオを最適化する（例えば、工学的プロセスや産業プロセス）。
- 未来または未知の状況を予測する（例えば、気象、原子レベル以下の粒子の振る舞い）。

計算科学のアプリケーションプログラムは実世界の条件を変更してモデル化することが多い。例えば、気象、飛行機の周辺の気流、自動車衝突時の車体の状況、銀河系の星々の動き、爆発物などである。そのようなプログラムは、コンピュータのメモリ内に論理的メッシュ（網目）を形成し、個々の領域が実世界のモデルの空間的な一部分を表すようになっている。例えば気象の場合、ひとつの点が数キロ平方の領域に対応し、その下の地理状態、風向き、湿度、温度、気圧といったパラメータが与えられる。プログラムはシミュレートする時間間隔に従って、現在の状態を基に次の状態を計算する。この計算はモデル化された方程式を解くことで行われる。そのような計算を次々に行っていくのである。
「計算科学者」という言葉は、科学技術計算に長けた人を意味する。一般に科学者、技術者、応用数学者であることが多く、高性能なコンピュータを利用して対象領域（物理学、化学、工学など）の何らかの最先端の理論を検証する。計算科学は他にも経済学や生物学や医学にも適用されつつある。

### 科学的方法
計算科学は科学の第三の形態で、実験/観測と理論の間を補間するもの、という主張もある。スティーブン・ウルフラム（特にその著書 A New Kind of Science）や Jürgen Schmidhuber などが主張している。

## 研究・教育
計算科学は従来、応用数学や計算機科学の一部として教育されるか、一般的な数学・科学・工学のカリキュラムの一環として教育されてきた。しかし、西ヨーロッパ諸国や北アメリカ諸国では計算科学で学士号を取得する学生が年々増加している。計算科学に関する修士号を与える大学も増え、一部の大学では博士号も与えている。

### 日本
- 科学技術振興機構　戦略的創造研究推進事業「シミュレーション技術の革新と実用化基盤の構築」、「マルチスケール・マルチフィジックス現象の統合シミュレーション」研究領域
- 全国共同利用施設 大型計算機センター
- 筑波大学計算科学研究センター
- 東京工業大学学術国際情報センター
- 高エネルギー加速器研究機構
- 自然科学研究機構　分子科学研究所、核融合科学研究所、国立天文台
- 情報・システム研究機構 国立情報学研究所
- 海洋研究開発機構 地球シミュレータセンター
- 日本原子力研究開発機構
- 理化学研究所
- 宇宙航空研究開発機構
- 物質・材料研究機構
- 産業技術総合研究所
- 気象庁
- 兵庫県立大学大学院シミュレーション学研究科
- 名古屋大学大学院工学研究科計算理工学専攻
- 金沢大学理工学域数物科学類計算科学コース（旧理学部計算科学科）
- 神戸大学大学院工学研究科　大学院教育改革支援プログラム 「大学連合による計算科学の最先端人材育成」（神戸大学、九州大学、金沢大学、愛媛大学）

また、以下のような関連学会がある。
- 日本応用数理学会
- 日本数学会
- 情報処理学会
- 日本物理学会
- 日本シミュレーション学会
- 日本流体力学会
- 日本計算工学会
- 可視化情報学会
- 日本化学会
- 日本コンピュータ化学会

### 米国
以下のような関連学会がある。
- Society for Industrial and Applied Mathematics(SIAM)
- Association for Computing Machinery(ACM)

## 関連分野
- 計算物理学[18][19][20][21][22][23]
  - 計算力学（英語版）[24]
  - 計算流体力学[25][26][27][28]

- 計算化学[29][30][31]
  - ケモインフォマティクス[32][33]
  - 計量化学
- 計算生物学[34]
  - バイオインフォマティクス[35]
  - タンパク質構造予測
- 環境シミュレーション
- 数値予報
- 数理モデル
- 計算天文学、数値相対論
- 金融シミュレーション
- コンピュータグラフィックス、仮想現実、計算音響学

また、科学の一分野ではないが関連がある分野として下記のものがある。
- 計算幾何学[36][37][38][39]
- 計算経済学（英語版）
  - 財務モデリング（英語版）

## 関連文献
- 三井斌友 et. al. (2004). 微分方程式による計算科学入門. 共立出版.
- 計算科学のための基本数理アルゴリズム (2019). 金田行雄・笹井理生監修・張紹良編, 共立出版.
- 岩波講座 計算科学1 計算の科学, 宇川彰, 押山淳, 小柳義夫, 杉原正顯, 住明正, 中村春木 (編集), 岩波書店.
- 計算科学のためのHPC技術１, 下司雅章 編／片桐孝洋，中田真秀，渡辺宙志，山本有作，吉井範行，Jaewoon Jung，杉田有治，石村和也，大石進一，関根晃太，森倉悠介，黒田久泰 著, ISBN 978-4-87259-586-4, 2017年03月, 大阪大学出版会.
- 計算科学のためのHPC技術２, 下司雅章 編／南一生，高橋大介，尾崎泰助，安藤嘉倫，小林正人，成瀬彰，黒澤一平 著, ISBN 978-4-87259-587-1, 2017年03月, 大阪大学出版会.
- 計算科学のための並列計算―大規模計算への第一歩― (2014) 金田行雄・笹井理生監修・石井克哉編, 共立出版.
- 分子システムの計算科学―電子と原子の織り成す多体系のシミュレーション―  (2010) 金田行雄・笹井理生監修・笹井理生編, 共立出版.
- 乱流の計算科学―乱流解明のツールとしての大規模数値シミュレーション― (2012) 金田行雄・笹井理生監修・金田行雄編, 共立出版.
- ゲノム系計算科学―バイオインフォマティクスを越え，ゲノムの実像に迫るアプローチ― (2013) 金田行雄・笹井理生監修・美宅成樹編, 共立出版.

### 海外
- Links to Downloadable Computational Tools
- Scientific Computing World
- SIAM Journal on Scientific Computing, SIAMが発行する論文誌, en:SIAM Journal on Scientific Computingも参照
- Scientific Computing magazine
- Brockport State College's Dept. of Computational Science
- Oregon State University's Computational Physics program

### 日本
- 日本応用数理学会
- 日本数学会
- 情報処理学会
- 日本物理学会
- 日本シミュレーション学会
- 配信講義　計算科学技術特論B（2020）（4月9日～7月30日）

- 名古屋大学大学院工学研究科附属　計算科学連携教育研究センター
- 計算科学eラーニングアーカイブチャンネル

### 配信講義
- 配信講義　計算科学技術特論B （2018）（4月12日～7月26日） 　※過去の各講義の録画へのリンクあり
- 配信講義　計算科学技術特論A （2019）（4月11日～7月25日）　※過去の各講義の録画へのリンクあり
- 配信講義　計算科学技術特論B（2020）（4月9日～7月30日）　※過去の各講義の録画へのリンクあり
- 配信講義　計算科学技術特論A（2021）（4月8日～7月29日）
- 計算科学eラーニングアーカイブチャンネル（YouTube Channel）, 理化学研究所計算科学センター（R-CCS）